# Mount Kenyon
Mount Kenyon ist ein 2260 m hoher Berg in der antarktischen Ross Dependency. Im nördlichen Teil der Cumulus Hills des Königin-Maud-Gebirges ragt er 1,5 km nordwestlich des Shenk Peak auf.
Der US-amerikanische Geologe Franklin Alton Wade (1903–1978), Leiter der Mannschaft des United States Antarctic Research Program zur Erkundung des Shackleton-Gletschers zwischen 1962 und 1963 benannte ihn nach seiner Alma Mater, dem Kenyon College in Gambier, Ohio.